# Zecco (département)
Pour le village chef-lieu, voir Zecco.
Zecco est un département et une commune rurale du Burkina Faso située dans la province de Nahouri et dans la région du Centre-Sud. Situé à moins de cinq kilomètres de la frontière ghanéenne, Zecco voisine un des plus importants marchés régionaux burkinabè : celui de Guelwongo qui se tient tous les vendredis.

## Géographie
Le département de Zecco est traversé par une route régionale 15 qui quitte Pô pour aller jusqu'à la frontière ghanéenne.

## Démographie
En 2006, la population totale du département est de 9 204 habitants.
En 2019, la population totale du département est de 13 440 habitants.

## Villages
Le département et la commune rurale est composé de onze villages, dont le village chef-lieu homonyme :
- Barré
- Bourouma
- Garwendé
- Gonré
- Guian
- Konkoa
- Niouabié
- Songo
- Zecco (Arrombissi), chef-lieu
- Zecco-Yarcé
- Zélogo